# Ємуртла
Ємуртла́ (рос. Емуртла) — село у складі Упоровського району Тюменської області, Росія.
Населення — 724 особи (2010, 709 у 2002).
Національний склад станом на 2002 рік:
- росіяни — 88 %